# 아이비 퀸
아이비 퀸(Ivy Queen, 1972년 3월 4일 ~ )은 푸에르토리코의 가수, 래퍼, 작곡가, 배우이다. "레게톤의 여왕"이라고도 잘 알려져있다. 밴드 더 노이즈(The Noise)의 멤버로서 처음으로 이름을 알리기 시작했다.

## 음반 목록
- En Mi Imperio (1997)
- The Original Rude Girl (1998)
- Diva (2003)
- Real (2004)
- Sentimiento (2007)
- Drama Queen (2010)
- Musa (2012)
- Vendetta (2015)
- The Queen Is Here (2018)